# برد مدار چاپی

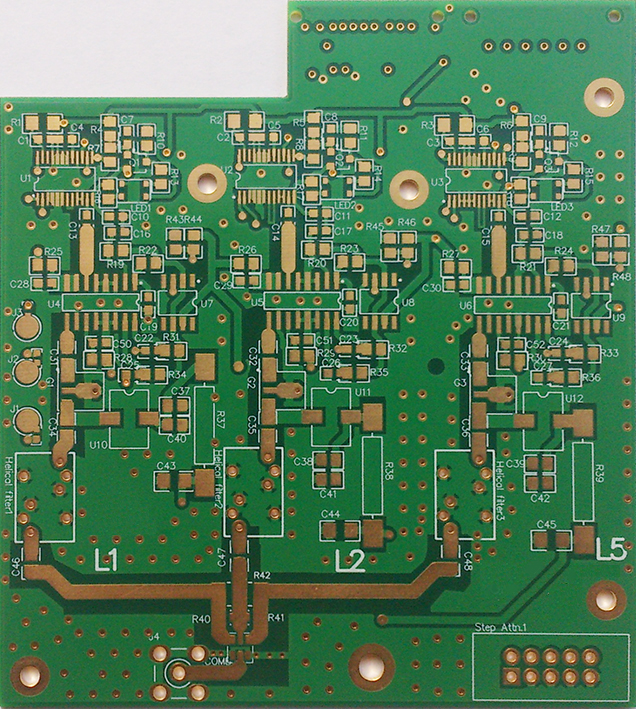
برد مدار چاپی مالتی لایر - ۶ لایه - آبکاری طلا

بُرد مدار چاپی یا برد الکترونیکی (به انگلیسی: Printed Circuit Board (PCB)) شامل مجموعه‌ای از مدارهای الکتریکی بوده و می‌تواند یک طرفه (یک لایه مس)، دو طرفه (دو لایه مس) یا حتی چند لایه و به رنگ‌های سبز، نارنجی، قرمز، مشکی، آبی، سفید و دیگر رنگ‌ها مختلف باشد؛ به‌طوریکه قطعات الکترونیکی مانند مقاومت، خازن، سلف، آی سی و … بر روی آن مونتاژ شده و جهت استفاده در تجهیزات الکترونیکی بکار می‌رود.
ماده خام تشکیل دهنده این بردها از متریال‌های مختلفی مانند فایبرگلس، مخلوط فنول و کاغذ، راجرز، تفلون، فلکسی بل و … ساخته شده و با ضخامت‌های ۰٫۲ تا ۳٫۲ میلی‌متر عرضه می‌گردند. استاندارد جهانی تولید بردهای مدار چاپی بر اساس استاندارد UL وIPC بوده و جهت طراحی این بردها عموماً از نرم‌افزار Protel، آلتیوم دیزاینر، پروتئوس یا Eagle استفاده می‌گردد.
برد مدار چاپی نبایستی با فیبر خام اشتباه گرفته شود.
بُردهای مدار چاپی در همهٔ محصولات الکترونیکی حتی ساده‌ترین آن‌ها استفاده می‌شود. دیگر موارد بُرد مدار چاپی، شامل سیم بسته‌بندی و ساخت‌وساز نقطه به نقطه می‌باشد. بُرد مدار چاپی، نیازمند طراحی‌های اضافی برای ترتیب مدار دارد؛ اما ساخت و مونتاژ می‌تواند به صورت خودکار باشد. ساخت مدارهایی با بُرد مدار چاپی نسبت به دیگر روش‌های سیم‌کشی به عنوان اجزاء نصب شده و سیم‌کشی با یک بخش واحد، ارزان‌تر و سریع‌تر است. علاوه بر این، خطاهای سیم‌کشی اپراتور هم حذف می‌شوند.
هنگامی که بُرد، تنها دارای اتصالات مسی است و هیچ اجزای تعبیه شده دیگری ندارد، آن را «بُرد چاپ سیم‌کشی» (PWB) یا «بُرد سیم‌کشی حک شده» می‌نامند. اگر چه دقیق‌تر، واژه «بُرد چاپ سیم‌کشی» کمتر استفاده می‌شود. بُرد مدار چاپی همراه با قطعات الکترونیکی است که مونتاژ مدار چاپی (PCA) یا مونتاژ بُرد مدار چاپی (PCBA) نامیده می‌شود. واژه استفاده شده IPC برای بُردهای مونتاژ شده، مونتاژ کارت مدار (CCA) می‌باشد، که مربوط به بُرد پشت‌های مونتاژ شده آن است. بُرد مدار چاپی واژه‌ای است که به‌طور غیررسمی برای هر دو بُرد خالی و مونتاژ شده، استفاده می‌شود.

## تاریخچه
توسعه از روش‌های مورد استفاده مدرن در بُردهای مدار چاپی در اوایل قرن ۲۰ آغاز شده است. در سال ۱۹۰۳، یک مخترع آلمانی به نام آلبرت هانسون، روکش هادی فویل مسطح را به یک بُرد عایق به صورت متعامد، در لایه‌های چندگانه متصل کرد که باعث ایجاد اتصال الکتریکی می‌شد. توماس ادیسون در سال ۱۹۰۴، روش‌های شیمیایی از آبکاری هادی بر روی کاغذ کتانی را آزمایش کرد. آرتور بری در سال ۱۹۱۳ یک روش چاپ و قلم زنی را در بریتانیا به ثبت رساند، و در ایالات متحده فردی به نام مکس اسکوپ، با استفاده از فلز اسپری شعله بر روی یک بُرد از طریق یک ماسک الگو. اختراعی را به ثبت رساند. چارلز دورکاس در سال ۱۹۲۷ یک روش آبکاری الگوهای مدار به ثبت رساند.
پل اسلر، مهندس اتریشی مدار چاپی ای را به عنوان بخشی از یک دستگاه رادیو اختراع کرد زمانی‌که حدود سال ۱۹۳۶ در انگلستان فعالیت می‌کرد. در حدود سال ۱۹۴۳ ایالات متحده آمریکا شروع به استفاده از این تکنولوژی در مقیاسی بزرگ‌تر با عنوان استفاده از فیوزها در جنگ جهانی دوم کرد. پس از جنگ، در سال ۱۹۴۸، ایالات متحده آمریکا این اختراع را برای استفاده تجاری منتشر کرد. مدارهای چاپی در لوازم الکترونیکی مصرفی تا اواسط سال ۱۹۵۰تبدیل نشدند، تا پس از اینکه فرایند خودکار مونتاژ آن توسط ارتش ایالات متحده توسعه داده شد. در حدود همان زمان فردی به نام جفری دامری، خطوط مشابهی را در بریتانیا انجام می‌داد که پس از آن در RRDE صورت گرفت.

## تعریف برد مدار چاپی
بُرد مدار چاپی از نظر مکانیکی پشتیبانی و به‌طور الکتریکی اجزای الکترونیکی را با استفاده از شیارهای رسانا، نوار و دیگر ویژگی‌های حک شده از ورق‌های چند لایه مس بر روی یک بستر غیر رسانا متصل می‌کند. بُرد مدار چاپی می‌تواند یک طرفه (یک لایه مس)، دو طرفه (دو لایه مس) یا حتی چند لایه باشد. رساناها در لایه‌های مختلف از طریق سوراخ‌های روکش داری به نام VIAS متصل می‌شوند. بُرد مدارهای چاپی پیشرفته، ممکن است شامل اجزایی همانند خازن، مقاومت یا دستگاه‌های فعال باشند که در لایه‌ها جاسازی شده‌اند.

## طراحی برد مدار چاپی
نسل آثار دستی بُرد مدار چاپی در ابتدا یک فرایند به‌طور کاملاً دستی در ورق مایلار روشن در مقیاس معمولاً ۲ یا ۴ برابر اندازه مورد نظر انجام می‌گرفت. نمودار طرح کلی به یک طرح از اجزای پین پد شباهت می‌داد، پس از آن آثار به ارائه ارتباطات مورد نیاز فرستاده می‌شدند. شبکه‌های قبل از چاپ غیر تولیدی مثل میلار در جانمایی کمک می‌کردند، و نقل و انتقالات خشک مشترک عناصر مدار را تسریع می‌بخشیدند (پد، انگشتان تماس، پروفایل‌های مدار یکپارچه، و غیره) کمک بر استاندارد طرح می‌کردند. ترسیم‌ها بین دستگاه‌های با نوار چسب ساخته می‌شد. طرح نهایی «آثار دستی/هنری» سپس به صورت عکس بر روی لایه‌های تابلوهای مسی با روکش پوشش داده خالی تولید می‌شد.
عمل مدرن به صورت فشرده نیست در حالیکه کامپیوتر به‌طور خودکار می‌تواند بسیاری از مراحل طرح. را انجام دهد. پیشرفت کلی برای طراحی‌های تجاری چاپ بُرد مدار شامل موارد زیر می‌باشد:
1. ضبط طرح کلی از طریق یک ابزار اتوماسیون طراحی الکترونیکی.
2. ابعاد کارت و قالب‌ها بر اساس مدار و مورد برد مدار چاپی مورد نیاز است. تعیین اجزای ثابت و گرما غرق در صورت لزوم.
3. تصمیم‌گیری لایه‌های پشته برد مدار چاپی. ۱ تا ۱۲ لایه یا بیشتر بسته به پیچیدگی طراحی دارد. توان قدرت و نیرو محاسبه می‌شود. صفحات سیگنال که در آن سیگنال‌ها در لایه بالا و همچنین لایه‌های داخلی هستند روت می‌شوند.
4. تعیین امپدانس خط از ضخامت لایه دی الکتریک، ضخامت مسیریابی مس و ردیابی عرض استفاده می‌کند. جدایی ردیابی نیز به حساب سیگنال‌های تفاضلی گذاشته می‌شود. مایکرواستریپ، استریپ لاین یا دو استریپ لاین را می‌توان به سیگنال‌های مسیر استفاده کرد.
5. جای‌گذاری قطعات. ملاحظات حرارتی و هندسه در نظر گرفته میشمد. VIAS و نواحی علامت‌گذاری می‌شوند.
6. مسیریابی آثار سیگنال. برای عملکرد مطلوب EMI سیگنال‌های با فرکانس بالا در لایه‌های داخلی بین صفحات قدرت یا سطح روت می‌شوند همان‌طور که صفحات قدرت به عنوان سطح برایAC رفتار می‌کنند.
7. نسل فایل گربر برای تولید.

در طراحی آثار هنری برد مدار چاپی، صفحات قدرت همتایی برای سطح هستند و به عنوان یک سیگنال AC عمل می‌کنند، در حالی که ارائه ولتاژ DC برای تأمین انرژی مدارهای نصب شده بر عهده برد مدار چاپی است. در اتوماسیون طراحی (EDA) ابزار طراحی الکترونیکی، صفحات قدرت (و سطح زمین) معمولاً به‌طور خودکار به عنوان یک لایه منفی کشیده می‌شوند، که با وضوح یا اتصال به سطح به‌طور خودکار ایجاد شده‌اند.

## ساخت برد مدار چاپی

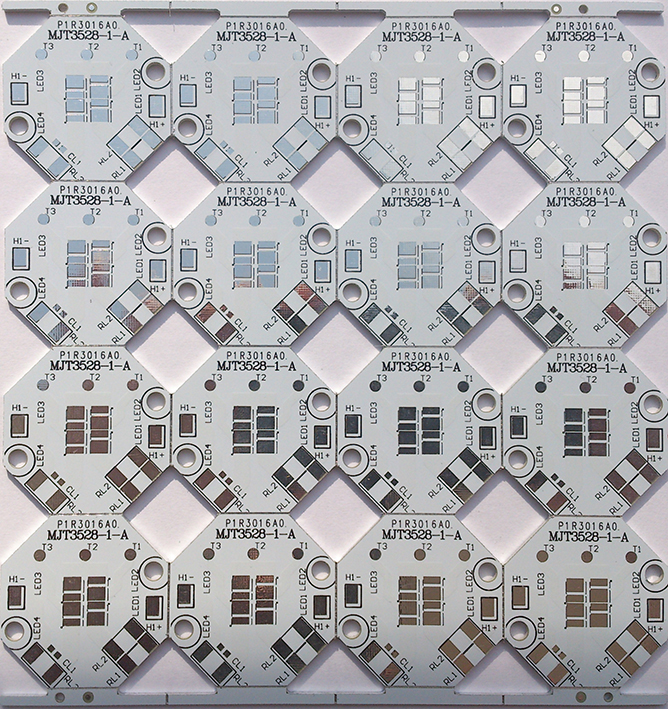
برد مدار چاپی آلومینیوم بیس

تولید برد مدار چاپی شامل چندین مرحله می‌باشد.
تولید برد مدار چاپی با کمک کامپیوتر
تولیدکنندگان هرگز فایل Gerber یا Excellon را به‌طور مستقیم در تجهیزات خود استفاده نمی‌کنند، اما همیشه آن‌ها را به کمک سیستم تولید کامپیوتر (CAM) خود می‌خوانند. برد مدار چاپی نمی‌تواند به صورت حرفه‌ای و بدون یک سیستم CAM توابع زیر را انجام دهد:
1. ورودی اطلاعات گربر
2. تأیید داده. DFM اختیاری
3. جبران انحراف در فرایندهای تولید (به عنوان مثال پوسته پوسته شدن برای تحریف جبران در طول ورقه ورقه شدن)
4. Panelize
5. خروجی ابزارهای دیجیتال (تصاویر لایه، فایل‌های تمرین، داده AOI، فایل‌های آزمون برق)

### Panelization
Panelization روشی مورد استفاده برای رسیدگی به برد مدار چاپی است بیش از حد کوچک برای پردازش می‌باشد. تعدادی از مدارهای یکسان بر روی یک بُرد بزرگتر (پانل) چاپ می‌شوند که پس از آن می‌توانند به صورت طبیعی به کار گرفته شوند. زمانی که همه پردازش‌های دیگر کامل شده است. پنل جدا شده را به برد مدار چاپی منحصر دیگری متصل می‌کنند جدا کردن برد مدار چاپی تکی است چرا که اغلب به وسیلهٔ مته یا مسیریابی پرفوراسیون در امتداد مرزهای مدارهای مشخص، شبیه به یک ورق تمبر پستی صورت می‌گیرد. روش دیگر، که فضای کمتری می‌خواهد، این است که شیار-V شکل در سراسر ابعاد پانل را قطع کرد. برد مدار چاپی تکی را می‌توان در طول این خط ضعیف جدا کرد.
این فرایند از بین بردن برد مدار چاپی تکی از بُرد بزرگتر را Depaneling می‌نامند. در حالی که حفر / سوراخ پرفوراسیون و شیار برای تعدادی از سال‌های مشترک بودند، اما امروزه اغلب توسط لیزر استفاده می‌شود، که بُرد با هیچ تماسی جدا می‌شود. این مسئله موجب کاهش تنش در مدارهای شکننده ناشی از گشتاور می‌باشد. این روش اغلب با ورود کامل بُرد به دستگاه depaneling از طریق نوار نقاله صورت می‌گیرد، که به قطعات تکی توسط لیزر برش می‌خورد، از طریق نوار نقاله اتوماتیک از سیستم خارج می‌شود، و گاهی اوقات در طرف دیگر انباشته می‌شود.

### بردهای چند لایه یا مولتی لایر
بردهای چند لایه یا مولتی لایر دارای یک پلت فرم پایه از بردهای دو رو می‌باشند که توسط یک سری عملیات پیچیده ساخت و registration به بردهای چند لایه تبدیل می‌شوند. وجود بردهای چند لایه در پیشرفت محاسبات امروزی بسیار تأثیرگذار می‌باشد. طیف وسیعی از مواد اپوکسی و سرامیک و مس و آلومینیوم در این نوع از بردها استفاده می‌شوند و طراحان می‌توانند از Viaهای کور و دفن شده (Blind and buried vias) در طراحی خود در این بردها استفاده نمایند.

### پرچ توخالی
سوراخ‌های موجود در یک برد مدار چاپی معمولاً با مته‌هایی با قطر کوچک به وجود می‌آیند که از جنس جامد کاربید تنگستن می‌باشند. از این رو کاربید تنگستن روکش دار توصیه می‌شود چرا که بسیاری از مواد بُرد بسیار ساینده هستند و حفاری باید در دور بالا صورت بگیرد تا مقرون به صرفه شود. بیت مته نیز باید تیز باقی بمانند تا به ترسیم آسیبی نرسانند. حفاری با سرعت بالای فولاد است که به سادگی امکان‌پذیر نیست چرا که مته به سرعت ضعیف و در نتیجه مس و بُرد را خراب می‌کند. حفاری توسط ماشین آلات حفاری خودکار با قرار دادن یک نوار مته یا فایل کنترل مته انجام می‌شود. این فایل‌های کامپیوتری تولید شده را مته عددی کنترل (NCD) یا "فایل Excellon" می‌نامند. فایل مته توصیف‌کننده مکان و اندازه هر سوراخ حفر شده است. این سوراخ‌ها اغلب با حلقه حلقوی (پرچ توخالی) برای ایجاد VIAS پر شده است. VIAS اجازه اتصال الکتریکی و حرارتی از هادی در طرف مقابل برد مدار چاپی را می‌دهد.
هنگامی که VIAS بسیار کوچک مورد نیاز است، حفاری با بیت مکانیکی به دلیل نرخ بالای فرسودگی و شکستگی پر هزینه است. در این مورد، VIAS ممکن است از لیزر حفر - تبخیر توسط لیزر استفاده شود. لیزر حفر VIAS طور معمول در سطح تحتانی، سطحی پایانی در داخل سوراخ داشته باشند. این سوراخ‌ها میکرو VIAS نامیده می‌شوند.
همچنین ممکن است با حفاری کنترل عمق، حفاری لیزری، یا با پیش حفاری ورق تکی از برد مدار چاپی قبل از ورقه ورقه سازی، برای تولید حفره تا تنها اتصال برخی از لایه‌های مسی را انجام دهد، تا اینکه از کل برد عبور کند. این سوراخ‌ها VIAS کور نامیده می‌شود چرا که آن‌ها یک لایه مس داخلی را به لایه بیرونی اتصال می‌دهند یا زمانی که فقط دو یا چند لایه مس داخلی را متصل می‌کنند و از هیچ لایه‌های بیرونی استفاده نمی‌کنند.
دیوار سوراخ کاری برای بُرد با ۲ یا چند لایه را می‌توان رسانا ساخت و پس از آن با مس به شکل سوراخ اندود-از طریق آبکاری می‌توان استفاده کرد.
این سوراخ‌ها به صورت الکتریکی لایه‌های برد مدار چاپی را متصل می‌کنند. برای بُرد چند لایه، با ۳ لایه یا بیشتر، حفاری به‌طور معمول در درجه حرارت بالا تولید اسمیر می‌کند که در نتیجه تجزیه عامل اتصال در سیستم ورقه می‌باشد. قبل از عمل سوراخ کاری از طریق اندود، این اسمیرها باید توسط یک فرایند شیمیایی یا با قلم زنی پلاسما حذف شوند. روند ضد اسمیر تضمین‌کننده یک اتصال خوب با لایه‌های مس است که سوراخ از طریق اندود انجام گرفته است. در بُرد ای با قابلیت اطمینان بالا یک فرایند شیمیایی به نام قلم-پشت با پرمنگنات پتاسیم بر اساس پلاسما یا قلم زنی انجام می‌گیرد. قلم-پشت رزین و الیاف شیشه را به‌طوری حذف می‌کند که در نتیجه لایه‌های مس به سوراخ باقی می‌مانند و به عنوان سوراخ اندود شده با مس بخشی جدایی ناپذیر می‌شوند.
بسته به شرایط کاری مواد مختلفی به عنوان ماده پایه بکار رود در دماهای بالا از FR4 High Tg استفاده می‌شود یا در صنایع ال ای دی از مدارات چاپی آلومینیومی استفاده می‌گردد.

### آبکاری و پوشش

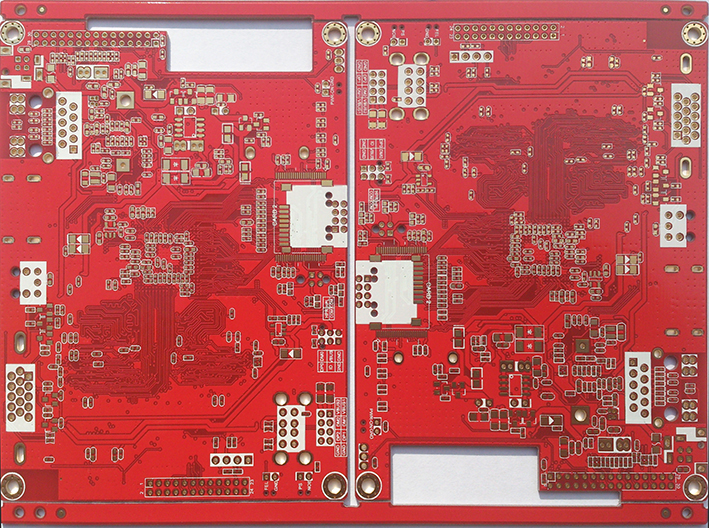
برد مدار چاپی مالتی لایر - ۸ لایه - آبکاری طلا

بردهای مدار چاپی با لحیم کاری، قلع، یا طلا بیش از نیکل به عنوان یک مقاومت در برابر قلم زنی غیرضروری اندود مس صورت می‌گیرند.
پس از اینکه برد مدار چاپی لحیم شدند سپس با آب شستشو داده می‌شوند و بعد ماسک لحیم کاری اعمال می‌شود، و پس از آن هر مس در معرض با لحیم کاری، نیکل / طلا، یا برخی از پوشش‌های دیگر ضد خوردگی پوشش داده می‌شود.
لحیم کاری مات معمولاً یک سطح اتصال بهتر یا خالی مس را ارائه می‌دهد. روش‌هایی، مانند benzimidazolethiol، از اکسیداسیون سطح خالی مس جلوگیری می‌کند. محل‌هایی که نصب خواهند شد به‌طور معمول اندود می‌شوند، چون مس خالی به سرعت اکسید می‌شود، که در نتیجه به آسانی لحیم نمی‌شود. به‌طور سنتی، هر مس در معرض لحیم کاری توسط سطح درست لحیم گرم هوا (HASL) پوشش داده شده است. پایان HASL مانع از اکسیداسیون از مس می‌شود، در نتیجه سطح لحیم کاری را تضمین می‌کند.
این لحیم آلیاژ قلع سرب بود، با این حال ترکیبات لحیم کاری جدید در حال حاضر سعی بر رسیدن به انطباق با بخشنامه سازگار با استاندارد RoHS در اتحادیه اروپا و ایالات متحده را دارند، که استفاده از سرب را محدود کرده است. یکی از این ترکیبات بدون سرب SN100CL است، که از ۹۹٫۳٪ قلع، ۰٫۷٪ مس، ۰٫۰۵٪ نیکل، و از ژرمانیم 60ppm تشکیل شده است.
مهم است که از لحیم کاری سازگار با هر دو برد مدار چاپی و قطعات استفاده شود. به عنوان مثال آرایه توپ توری (BGA) از توپ‌های لحیم کاری قلع سرب برای اتصال نوک‌های روی برد مس خالی، یا از خمیر لحیم کاری بدون سرب استفاده می‌کنند.
دیگر روکش‌های مورد استفاده عبارتند از :OSP (محافظ سطح آلی) غوطه وری نقره (IAG)، غوطه وری قلع، نیکل الکترولس با پوشش غوطه وری طلا (ENIG)، الکترولس نیکل الکترولس طلا غوطه وری پالادیوم (ENEPIG) و آبکاری مستقیم طلا (بیش از نیکل). متصل‌کننده لبه، در طول یک لبه از برخی از تابلوها قرار داده شده، که ابتدا اندود نیکل و سپس روکش طلا هستند. یکی دیگر از استفاده پوشش، انتشار سریع پوشش فلزی به لحیم کاری قلع است. اشکال میانی قلع مانند Cu5Sn6 و Ag3Cu که در مایع قلع یا خط انجماد حل می‌شوند (@ 50C)، و منجر به سلب پوشش سطحی یا ترک حفره می‌شوند.
جابجایی الکتروشیمیایی (ECM)  نتیجه رشد رشته‌های فلز رسانا در یا در یک مدار چاپی تحت تأثیر ولتاژ DC است؛ و نقره، روی، آلومینیوم و برای رشد سریع تحت تأثیر یک میدان الکتریکی شناخته شده‌اند. نقره نیز در مسیرهای سطح با حضور هالید و یون‌های دیگر رشد می‌کند، اما برای استفاده الکترونیکی انتخابی ضعیف است. قلع به دلیل تنش در سطح اندود «رشد سریعی» دارد. قلع سرب یا آبکاری لحیم کاری نیز سریع رشد می‌کنند، تنها با درصد جایگزین قلع کاهش می‌یابد. جریان مجدد به ذوب شدن لحیم کاری یا قلع صفحه به از بین بردن سطح فشار مؤثر می‌باشد. دیگر موضوع پوشش آفت قلع است، که تبدیل قلع به آلوتروپ پودری در دمای پایین می‌باشد.

### برنامه مقاومت در برابر لحیم کاری
حوزه‌هایی که نباید لحیم شوند با لحیم کاری تحت پوشش مقاوم شده‌اند) ماسک لحیم کاری. (یکی از رایج‌ترین لحیم کاری مقاوم که امروزه مورد استفاده قرار می‌گیرد LPI نام دارد. یک پوشش عکس حساس به سطح PWB گرفته می‌شود، سپس از طریق تصویر ماسک لحیم کاری در معرض نور انجام می‌گیرد، و در نهایت آن مناطق بدون دست خوردگی باقی می‌مانند. عکس ماسک لحیم کاری خشک شبیه به عکس خشکی است که برای تصویرPWB از آبکاری یا لحیم استفاده می‌شود. پس از روکش سطح PWB، تصویربرداری و توسعه توسط LPI صورت می‌گیرد. پیشتر به دلیل دقت پایین و حل از آن در نمایش چاپ جوهر اپوکسی برای مدت کمی استفاده می‌شد. لحیم کاری مقاومت در برابر نیز فراهم می‌کند حفاظت از محیط زیست است.

### چاپ علایم
علایم اغلب در یک یا هر دو طرف از برد مدار چاپی چاپ شده است. این علایم شامل اجزای نقش دهنده‌ها، تنظیمات سوئیچ، نقاط تست و دیگر نشانه‌های مفید در مونتاژ، تست و خدمات مدار چاپی می‌شود.
سه روش برای چاپ علایم وجود دارد:
1. جوهر چاپ ابریشم صفحه نمایش اپوکسییک روش ابداعی بود. این خیلی شایع بود که گاهی علایم ابریشم یا صفحه نمایش را اشتباه می‌گرفتند.
2. مایع تصویربرداری عکس یک روش دقیق تر از روی صفحه نمایش چاپ است.
3. چاپگر جوهر افشان نوین است اما به‌طور فزاینده‌ای استفاده می‌شود. جت جوهر می‌تواند داده‌ها متغیری را چاپ کند مانند یک متن یا بارکد با شماره سریال.

### آزمون خالی برد
بُرد خالی ممکن است به یک آزمون خالی بُرد که در آن هر اتصال مدار (به عنوان لیست خالی تعریف شده باشد) به عنوان صحیح در بُرد به پایان رسید مورد تأیید قرار بگیرد. برای تولید با حجم بالا، بستر تستر، ثابت یا یک آداپتور سوزنی و سخت استفاده می‌شود که به ایجاد ارتباط با زمین‌های مس یا سوراخ در یک یا هر دو طرف از بُرد به منظور تسهیل تست صورت بگیرد. کامپیوتر برق را به درخواست یک ولتاژ کوچک به هر نقطه تماس در جای مورد نیاز می‌فرستد و بررسی می‌کند که ولتاژ در دیگر نقاط تماس مناسب به نظر برسد. «کوتاه» می‌تواند به این معنی باشد که اتصال نباید در آن وجود داشته باشد. یک «باز» یعنی ارتباطی که بین دو نقطه باید باشد اما نیست. برای بُردهای با حجم کوچک یا متوسط، تست پروب و تست آمادگی گرفته می‌شود تا ارتباط با مس / نقره / طلا / سطح‌های لحیم کاری یا سوراخ کاری برقرار کند که به منظور بررسی اتصال الکتریکی از بُرد تحت می‌باشد. دیگر روش آزمون، تست اسکنCT صنعتی، می‌باشد که می‌تواند یک تصویرD3 از بُرد همراه با برش تصویر 2D تولید کند و همچنین می‌تواند جزئیات مانند مسیرهای لحیم و اتصالات را نشان دهد.

### مونتاژ

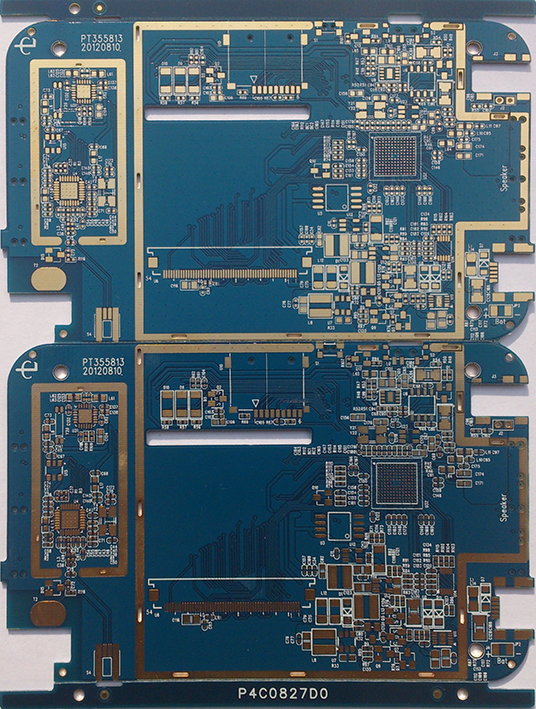
برد مدار چاپی مالتی لایر - ۴ لایه - آبکاری طلا

پس از اینکه بُرد مدار چاپی به اتمام رسید، اجزای الکترونیکی باید به شکل یک عملکردی مونتاژ مدار چاپی متصل شود، یا PCA (گاهی اوقات "مونتاژ مدار چاپی برد). در ساخت و ساز سوراخ کاری، روکش سربی جزء در سوراخ قرار داده شده است. در سطح پایه (SMT - سطح سوار فناوری) ساخت و ساز، مؤلفه‌ها بر روی پد یا سطوح در سطح بیرونی برد مدار چاپی قرار می‌گیرد. در هر دو نوع ساخت و ساز، روکش سربی جزئی است که به صورت الکتریکی و مکانیکی به بُرد با لحیم کاری فلز مذاب ثابت می‌شوند.
انواع تکنیک‌های لحیم کاری وجود دارد که قطعات را به برد مدار چاپی متصل می‌کند. حجم تولید بالا معمولاً با دستگاه SMT و لحیم کاری کوره صورت می‌گیرد توسط، اما تکنسین‌های ماهر قادر به لحیم قطعات بسیار کوچک می‌باشند. با استفاده از میکروسکوپ، با استفاده از موچین و آهن لحیم کاری نوک ریز برای نمونه حجم کوچک استفاده می‌شود. برخی از قطعات ممکن است بسیار دشوار به لحیم با دست باشند، مانند بسته‌های BGA.
اغلب، از طریق ساخت و ساز سوراخ کاری و در سطح پایه باید در یک واحد مونتاژ ترکیب صورت بگیرد چرا که برخی از قطعات مورد نیاز فقط در سطح سوار بسته واحد هستند، در حالی که دیگری فقط از طریق سوراخ بسته در دسترس هستند. یکی دیگر از دلایل استفاده از هر دو روش است که از طریق سوراخ کاری نصب می‌تواند قدرت مورد نیاز برای اجزای به احتمال زیاد به تحمل فشارهای فیزیکی ارائه کنند برای مقایسه بیشتر، صفحه SMT را ببینید.
پس از آمادگی بُرد ممکن است در روش‌های گوناگونی مورد آزمایش قرارگیرد:
- در حالی که خاموش است بازرسی بصری، بازرسی نوری صورت می‌گیرد. دستورالعمل‌های JEDEC برای قرار دادن جزء برد مدار چاپی، لحیم کاری، و بازرسی‌های معمول برای حفظ کنترل کیفیت در این مرحله از تولید برد مدار چاپی مورد استفاده قرار می‌گیرد.
- در حالی که خاموش است، تجزیه و تحلیل آنالوگ، تست کردن قدرت رخ می‌دهد.
- در حالت خاموش، در مدار آزمون، اندازه‌گیری‌های فیزیکی (به عنوان مثال، ولتاژ) می‌تواند انجام شود.
- در حالت روشن، آزمون عملکردی، فقط چیزی را چک می‌کند که به آن دستور داده شده است.

به منظور تسهیل در این آزمون، برد مدار چاپی ممکن است با پد اضافه برای اتصال موقت طراحی شده باشد. گاهی اوقات این پد باید با مقاومت جدا شود. آزمون در مدار نیز ممکن است مرز ویژگی‌های آزمون اسکن برخی از اجزای را اجرا کند. در مدار سیستم آزمون نیز ممکن است به برنامه اجزای حافظه در بُرد مورد استفاده قرار گیرد.
در تست اسکن مرز، مدارهای آزمون یکپارچه را به ICهای مختلف در بُرد تشکیل اتصالات موقت بین برد مدار چاپی آثار برای تست که ICها به درستی نصب شده است صورت بگیرد. تست اسکن مستلزم آن است که همه ICها آزمایش شود استفاده از روش پیکربندی آزمون استاندارد، یکی از رایج‌ترین آزمون مشترک گروه (JTAG) استاندارد باشد. معماری آزمون JTAG وسیله‌ای برای تست اتصالات بین مدارهای مجتمع در بُرد بدون استفاده از پروب تست فیزیکی باشد. فروشندگان ابزار JTAG انواع مختلفی از الگوریتم‌های محرک و پیچیده را ارائه می‌دهند، نه تنها به تشخیص مشکلات مربوط، بلکه برای از بین برئن آنها.
هنگامی که بُرد در آزمون ناموفق باشد، تکنسین ممکن است اجزای معیوب را جایگزین کند، که به عنوان دوباره کاری شناخته می‌شود.

### تکنولوژی از طریق سوراخ کاری
اولین برد مدار چاپی از طریق تکنولوژی سوراخ کاری استفاده شد، که نصب و استقرار قطعات الکترونیکی توسط روکش سربی از طریق سوراخ در یک طرف بُرد و در طرف دیگر لحیم بر روی آثار مس قرار داده شد. برد ممکن است تک طرفه باشد، با سمت جزء، یا جمع و جور بُرد دو طرفه بیشتر، با قطعات اتصال در هر دو طرف باشد. نصب و راه‌اندازی افقی از طریق سوراخ قطعات با دو روکش سربی محوری (مانند مقاومت‌ها، خازن، و دیود) است که با خم شدن روکش سربی ۹۰ درجه در همان جهت، و قرار دادن در بُرد (اغلب خم روکش سربی واقع در پشت انجام بُرد در جهت مخالف به بهبود استحکام مکانیکی قسمت مربوط می‌انجامد)، لحیم کاری روکش سربی، و پیرایش کردن به پایان می‌رسد. ترسیم‌ها ممکن است به صورت دستی یا توسط یک ماشین لحیم کاری لحیم شوند.
از طریق تکنولوژی سوراخ کاری برد مدار چاپی تقریباً به‌طور کامل جایگزین تکنیک‌های الکترونیک مونتاژ شد مانند ساخت و ساز نقطه به نقطه. از نسل دوم کامپیوتر در سال ۱۹۵۰ تا فناوری سطح سوار شده که در اواخر سال ۱۹۸۰ مطرح شد، هر جزء در برد مدار چاپی یک جزء از نمونه سوراخ کاری بود.
ساخت و ساز سوراخ کاری به قیمت تولید می‌افزاید چرا که نیاز است تا بسیاری از حفره‌ها به دقت حفر شوند، و منطقه موجود مسیریابی برای ترسیم سیگنال را محدود کند چرا که در زیر لایه‌ای از بُردهای چند لایه سوراخ باید از طریق تمام لایه‌ها در جهت مخاف رد شود. هنگامی که سطح نصب آماده شد، قطعات کوچک SMD هر جا که ممکن باشند استفاده می‌شوند، از طریق سوراخ کاری برای سطح بزرگ نصب با توجه به توان مورد نیاز یا محدودیت‌های مکانیکی، یا تنش مکانیکی که ممکن است به برد مدار چاپی آسیب برساند.

### تکنولوژی سطح سوار شده
فناوری پایه سطحی در سال۱۹۶۰ به وجود آمد، شتاب خود در اوایل سال ۱۹۸۰ به دست آورد و به‌طور گسترده‌ای اواسط سال ۱۹۹۰ استفاده می‌شد. قطعات مکانیکی دوباره طراحی شدند تا به زبانه فلزی یا کلاهک کوچک انتهایی مجهز شوند تا بتوانند به‌طور مستقیم بر روی سطح برد مدار چاپی، به جای سیم روکش سربی و رد کردن آن از سوراخ، لحیم کنند. قطعات بسیار کوچکتر شدند و قرار دادن قطعات در هر دو طرف از بُرد به جای سوراخ کاری شایع شد، که منجر به تولید برد مدار چاپی بسیار کوچکتر با تراکم مدار بسیار بالاتر شد. مونتاژهای سطحی منجر به درجه بالایی از اتوماسیون، کاهش هزینه‌های نیروی کار و تا حد زیادی افزایش نرخ تولید شد. قطعات را می‌توان به صورت نصب شده بر روی نوار حامل عرضه کرد. سطح سوار کردن قطعات می‌تواند در حدود یک چهارم تا یک دهم اندازه و وزن قطعات سوراخ کاری و اجزای منفعل بسیار ارزان ترباشد. قیمت دستگاه سوار سطح نیمه هادی (SMDS) بیشتر با توجه به تراشه خود تا بسته محاسبه می‌شود، البته با مزیت قیمت کمتری نسبت به بسته‌های بزرگتر. بعضی از اجزای انتهای سیم مانند سیگنال کوچک دیود سوئیچ 1N4148، به‌طور قابل توجهی ارزان‌تر از معادل SMD هستند.

### مواد
هر ترسیمی شامل یک بخش باریک مسطح فویل مس می‌باشد که پس از قلم زنی باقی مانده است. مقاومت تعیین شده توسط عرض و ضخامت ترسیم‌ها باید به اندازه کافی برای جریان هادی حمل پایین باشد. شاید نیاز باشد تا ترسیم‌های قدرت و سطح ممکن است از ترسیم‌های سیگنال گسترده‌تر باشند. در یک بُرد چند لایه یک لایه ممکن است مس جامد به عنوان یک سطح برای محافظت و بازگشت نیرو عمل کند. برای مدارهای مایکروویو، خطوط انتقال را می‌توان در قالب استریپ لاین و مایکرواستریپ با ابعاد دقت کنترل گذاشت تا از اطمینان سازگاری امپدانس مطمین شد.
در فرکانس رادیویی و سوئیچ سریع مدارات اندوکتانس و ظرفیت خازنی برد مدار چاپی، رساناها تبدیل به عناصر قابل توجه مداری می‌شوند که معمولاً نامطلوب هستند، اما می‌توان آن‌ها را به عنوان بخش عمدی طراحی مدار دانست، که مانع از نیاز به اجزای گسسته اضافی می‌شود.

### لمینت‌ها
به استثنای محصولات عجیب و غریب با استفاده از مواد یا فرایندهای خاص، تمام بُرد مدارهای چاپی امروزی را می‌توان با استفاده از چهار مواد زیر ساخت:
1. لمینت‌ها
2. لمینت با روکش مسی
3. رزین آغشته به مرحله B (Pre-preg)
4. فویل مس

#### نکات
لمینت‌ها با قرار گرفتن در تحت فشار و درجه حرارت لایه‌هایی از پارچه یا کاغذ با رزین گرماسخت به شکل نهایی جدایی ناپذیر از ضخامت یکنواخت خود تبدیل می‌شوند. اندازه آن‌ها می‌تواند از۴ تا ۸ فوت (۱٫۲ در ۲٫۴ متر) عرض و طول باشد. بافت پارچه (ریسمان‌ها در هر اینچ یا سانتی‌متر) ضخامت پارچه، و درصد رزین متفاوت هستند که برای رسیدن به ضخامت نهایی و ویژگی‌های دی الکتریک مورد نظر استفاده می‌شوند. ضخامت استاندارد لایه به لایه موجود در جدول ۱ فهرست شده است:
جدول ۱
ضخامت لمینت‌های استاندارد در هر ANSI / IPC-D-275
شماره امینت IPC ضخامت در اینچ ضخامت در میلی‌متر شماره لمینت IPC ضخامت در اینچ ضخامت در میلی‌متر
L1 ۰٫۰۰۲ ۰٫۰۵ L8 ۰٫۰۲۰ ۰٫۵۰
L2 ۰٫۰۰۴ ۰٫۱۰ L9 ۰٫۰۲۸ ۰٫۷۰
L3 ۰٫۰۰۶ ۰٫۱۵ L10 ۰٫۰۳۵ ۰٫۹۰
L4 ۰٫۰۰۸ ۰٫۲۰ L11 ۰٫۰۴۳ ۱٫۱۰
L5 ۰٫۰۱۰ ۰٫۲۵ L12 ۰٫۰۵۵ ۱٫۴۰
L6 ۰٫۰۱۲ ۰٫۳۰ L13 ۰٫۰۵۹ ۱٫۵۰
L7 ۰٫۰۱۶ ۰٫۴۰ L14 ۰٫۰۷۵ ۱٫۹۰
L15 ۰٫۰۹۰ ۲٫۳۰ L16 ۰٫۱۲۲ ۳٫۱۰
نکات :
اگر چه این خصوصیات جایگزین شده‌اند و مشخصات جدید، اندازه‌های استاندارد را فهرست نکردند ، [۳۰] با این حال هنوز هم معمول‌ترین سایزهای ذخیره و برای تولید سفارش داده می‌شوند.
پارچه یا فیبر مواد استفاده شده، مواد رزینی، و پارچه نسبت رزین برای تعیین نوع طراحی لایه به لایه می‌باشد (FR-4، CEM-1، G-10، و غیره) و در نتیجه ویژگی‌های لایه به لایه تولید می‌شود. ویژگی‌های مهم عبارتند از لایه بازدارنده آتش، دی الکتریک ثابت (ER)، عامل کاهش (tδ)، استحکام کششی، مقاومت برشی، دمای انتقال شیشه‌ای (TG)، و ضریب انبساط محور Z (مقدار تغییرات ضخامت با درجه حرارت).
در کل چند دی الکتریک مختلف وجود دارد که می‌توان برای ارزش عایق‌های مختلف با توجه به نیاز مدار آن‌ها را انتخاب کرد.
برخی از این دی الکتریک‌ها پلی تترافلوئورواتیلن (تفلون)، FR-4، FR-1، CEM-1 یا CEM-3 هستند. مواد پیش آغشته شناخته شده در صنعت برد مدار چاپی عبارتند از :FR-2 (فنلی پنبه) FR-3 (پنبه و اپوکسی) FR-4 (شیشه‌ای بافته شده و اپوکسی) FR-5 (شیشه‌ای بافته شده و اپوکسی) FR -6 (شیشه‌ای مات و پلی استر) G-10 (شیشه‌ای بافته شده و اپوکسی) CEM-1 (پنبه و اپوکسی) CEM-2 (پنبه و اپوکسی) CEM-3 (شیشه‌ای غیر بافته شده و اپوکسی)، CEM-4 (شیشه‌ای بافته شده و اپوکسی) CEM-5 (بافته شیشه‌ای و پلی استر). در نظر گرفتن انبساط حرارتی مهم است به ویژه با آرایه شبکه توپ (BGA) و فناوری قالب خالی و فیبر شیشه‌ای بهترین ثبات ابعادی را ارائه می‌دهد.
ماده FR-4، ماده متداول مورد استفاده شده است. به بُرد ای با مس بر روی آن " ورقه با روکش مسی " گفته می‌شود.

#### ضخامت مس
ضخامت مس برد مدار چاپی می‌تواند به عنوان واحد طول مشخص شود (در میکرومتر یا میل) اما اغلب به عنوان وزن مس در هر منطقه مشخص می‌شود (در اونس در هر فوت مربع) که البته برای اندازه‌گیری آسان‌تر است. یک اونس در هر فوت مربع ۱٫۳۴۴ میل یا ۳۴ میکرومتر ضخامت دارد.
صنعت مدار چاپی بُرد مس سنگین را لایه‌های با بیش از ۳ اونس مس، یا در حدود ۰٫۰۰۴۲ اینچ (۴٫۲ میل، ۱۰۵ میکرومتر) تعریف می‌کند. طراحان برد مدار چاپی اغلب از مس سنگین هنگامی استفاده می‌کنند که طراحی و بُرد مدار تولید به منظور افزایش ظرفیت حمل جریان و همچنین مقاومت در برابر سویه‌های حرارتی باشد. روکش مس سنگین VIAS انتقال به گرما غرق خارجی حرارت انتقال می‌دهد. IPC 2152 یک استاندارد برای تعیین ظرفیت جریان حامل از چاپ رسم بُرد مدار است.

### صدور گواهینامه ایمنی (US)
استاندارد ایمنی UL 796 الزامات ایمنی اجزای تشکیل برای چاپ بُرد سیم‌کشی به منظور استفاده به عنوان اجزای سازنده در دستگاه یا لوازم پوشش می‌دهد. ویژگی‌های تست تجزیه و تحلیل مانند اشتعال پذیری، حداکثر درجه حرارت، ردیابی برق، انحراف گرما، و حمایت مستقیم از قطعات الکتریکی می‌باشد.

### بُردهای Multiwire (چند سیمه)
چند سیمه یک تکنیک اتصال اختراع شده است که از سیم‌های عایق جاسازی شده در یک ماتریس غیر رسانا (اغلب رزین پلاستیکی) استفاده می‌کند. این تکنیک بین سال‌های ۱۹۸۰ تا ۱۹۹۰ استفاده می‌شد. (شرکت فناوری کول مرگان، ثبت اختراع ایالات متحده ۴۱۷۵۸۱۶ ثبت سال ۱۹۷۸)چند سیمه‌ها هنوز در سال ۲۰۱۰ از طریق شرکت هیتاچی در دسترس هستند. فناوری‌های رقابتی سیم‌کشی دیگری وجود دارند که توسعه یافته‌اند (ورق لایه لایه، جامی تک.
از آنجا که به پشته ارتباطات در داخل ماتریس تعبیه شده کاملاً آسان بود (سیم‌ها)، این رویکرد باعث شد تا طراحان به‌طور کامل مسیریابی از سیم‌ها را فراموش کنند (معمولاً یک طراحی وقت گیر برد مدار چاپی) هر کجا که طراح نیاز به یک اتصال دارد، دستگاه یک سیم در خط مستقیم از یک محل/ پین را به دیگری رسم می‌کند. این عمل باعث یک طراحی بسیار کوتاه می‌شود (عدم استفاده از الگوریتم‌های پیچیده حتی برای طراحی با چگالی بالا) و همچنین تداخل را کاهش می‌دهد (که بدتر زمانی بود که سیم‌ها به موازات یکدیگر عمل می‌کنند، که تقریباً هرگز در چند سیم‌ها اتفاق نمی‌افتد) هر چند هزینه‌ها برای رقابت با فناوری‌های ارزان‌تر برد مدار چاپی با مقادیر زیاد بسیار بالاتر است.

### ماژول cordwood
ساخت و ساز Cordwood می‌تواند فضای قابل توجهی را صرفه جویی کند و اغلب با اجزای پایانی سیم در برنامه‌های کاربردی که در آن فضا در اولویت بود، مورد استفاده قرار گرفت (مانند هدایت موشک و سیستم‌های تله متری) و در کامپیوترهایی با سرعت بالا، که در آن ترسیم‌های کوتاه مهم بودند.
در ساخت و ساز cordwood، قطعات محوری سرب دار بین دو سطح موازی نصب شده بودند. قطعات با سیم بلوز به یکدیگر لحیم شده بودند، و آن‌ها را به دیگر اجزای توسط نوار نیکل نازک جوش داده شده در زاویه سمت راست بر روی روکش سربی متصل شدند. برای جلوگیری از اتصال با هم لایه‌های مختلف، کارت‌های عایق نازک بین آن‌ها قرار داده شد. پرفوراسیون یا سوراخ‌هایی در جزء کارت‌های روکش سربی منجر به طرح لایه اتصال بعدی شود.
یکی از مضرات این سیستم این بود که اجزای ویژه نیکل-سرب دار برای تولید اتصال جوش مورد استفاده قرار می‌گرفتند. انبساط حرارتی افتراقی مؤلفه‌ها می‌تواند فشار بر روی روکش سربی قطعات و ترسیم برد مدار چاپی بیاورد و در نتیجه باعث آسیب فیزیکی بشود (همان‌طور که در ماژول‌های مختلف برنامه آپولو دیده شد). علاوه بر این، اجزای داخلی برای تعویض مشکل هستند. برخی از نسخه‌های ساخت و ساز cordwood از لحیم تک طرفه برد مدار چاپی به عنوان روش اتصال (به عنوان تصویر) استفاده می‌کنند، که به استفاده از اجزای طبیعی-سربدار اجازه می‌دهند.
قبل از اختراع مدارهای یکپارچه، این روش اجازه بالاترین تراکم بسته‌بندی ممکن را می‌داد به همین دلیل، توسط تعدادی از فروشندگان کامپیوتر از جمله شرکت کنترل داده‌ها استفاده می‌شد. روش ساخت و ساز cordwood به ندرت از الکترونیک نیمه هادی مورد استفاده قرار گرفت و برد مدار چاپی گسترده شد.

### قطعات وطرف لحیم کاری شده
قبل از مدارهای چاپی (وکمی بعد از اختراع آنها)، ساخت و ساز نقطه به نقطه مورد استفاده قرار می‌گرفت. برای نمونه‌های اولیه یا تولید اندک، بسته‌بندی سیم یا بُرد برجک کارآمد تر بود. اختراع مدار چاپی به فردی به نام جان سارگرو۱۹۳۶–۱۹۴۷ ساخت تجهیزات مدار الکترونیکی (ECME) برمی گردد که فلز را بر روی یک برد پلاستیکی باکالیت می‌پاشید. ECME می‌توانست در دقیقه ۳ رادیو را تولید کند.
در طول جنگ جهانی دوم، توسعه فیوز مجاورتی ضدهوایی نیاز به یک مدار الکترونیکی داشت که بتواند در برابر شلیک شدن از اسلحه مقاومت کند، و همچنین در تعداد تولید شود. اتحادیه سنترالب گلوب، طرحی پیشنهادی را با الزاماتی ارائه کرد: یک بشقاب سرامیک را می‌توان با رنگ فلزی برای هادی و مواد کربن برای مقاومت‌ها، با خازن‌های دیسک سرامیک و لوله‌های خیلی کوچک خلاء لحیم شده چاپکرد. (۳۳) روش فوق که توسط ارتش ایالات متحده طبقه‌بندی شده بود، قابل دوام و ثابت بود در نتیجه به اتحادیه سنترالب گلوب اختصاص داده شد. اگرچه تا سال ۱۹۸۴ نبود که مؤسسه مهندسان برق و الکترونیک (IEEE) به آقای هری رابنشتاین، رئیس سابق اتحادیه سنترالب گلوب، جایزه برونتی کلودو را برای توسعه کلید اولیه قطعات و اجزای چاپی و بستر عایق هادی اعطا کرد. (۳۴) همچنین، آقای رابنشتاین در سال ۱۹۸۴ توسط دانشگاه خود، دانشگاه ویسکانسین-مدیسون، برای نوآوری‌های خود در فناوری از مدارهای الکترونیکی چاپی و ساخت خازن مورد تقدیر قرار گرفت.
در کل، هر قطعه الکترونیکی سیم‌های سربی دارد، و برد مدار چاپی سوراخ حفر شده‌ای برای هر سیم از هر جزء دارد. سپس اجزای روکش سربی از داخل حفره‌ها می‌گذرند و به رسم برد مدار چاپی لحیم می‌شوند. این روش مونتاژ را ساخت سوراخ کاری می‌نامند. در سال ۱۹۴۹، مو آبرامسون و استنیسالس اف دانکو، از ارتش ایالات متحده یک فرایند خودکار مونتاژ را به وجود آوردند که در آن روکش سربی به یک الگوی فویل مس متصل و لحیم می‌شد. ثبت اختراع آن‌ها در سال ۱۹۵۶ بودکه به ارتش ایالات متحده اختصاص داده شد. با توسعه تکنیک‌های لمینیت و سیاه قلم بُرد، این مفهوم را به روند استاندارد ساخت مدار چاپ در استفاده امروزی تبدیل کرده است. لحیم کاری می‌تواند به‌طور خودکار با عبور از بُرد ریپل، یا موج، از لحیم مذاب در یک ماشین موج لحیم کاری عبور کند. با این حال، سیم‌ها و سوراخ‌ها بی‌فایده هستند چرا که حفره‌های مته گران هستند و سیم‌های برآمده قطع می‌شوند.
از سال ۱۹۸۰، قطعات سطح کوچک به‌طور فزاینده به جای اجزای سوراخ کاری استفاده شده است؛ که باعث عملکرد بهتر و هزینه‌های پایین‌تر تولید بُردهای کوچکتر شده است، اما با کمی زحمت اضافی در سرویس تابلوهای معیوب.
از لحاظ تاریخی، بسیاری از اندازه‌گیری‌های مربوط به طراحی برد مدار چاپی در تقسیم عددی بر مضرب ثو مشخص می‌شدند، که اغلب "میل "نامیده می‌شود. به عنوان مثال،DIP و بسیاری دیگر از اجزای سوراخ کاری، پین‌هایی واقع در فاصله۱۰۰ میل از شبکه دارند. اجزای سطحی SOIC دارای پین‌هایی با ۵۰ میل هستند. اجزای SOP یک سطح پین ۲۵ میل دارند. تکنولوژی سطح B توصیه حداقل عرض رسمی ۸ میل را توصیه می‌کند، که "دو رشته" _ دو رسم بین پین‌های DIP را اجازه می‌دهد.
تعریف مونتاژ برد مدار چاپی :مونتاژ یعنی سرهم کردن یا وصل کردن قطعات صنعتی پیش‌ساخته، پس از اینکه بُرد مدار چاپی به اتمام رسید، اجزای الکترونیکی باید به شکل یک عملکردی به نام مونتاژ مدار چاپی متصل شود. در سطح پایه (SMT – سطح سوار فناوری) ساخت و ساز، مؤلفه‌ها بر روی پد یا سطوح در سطح بیرونی برد مدار چاپی قرار می‌گیرد. در هر دو نوع ساخت و ساز، روکش سربی جزئی است که به صورت الکتریکی و مکانیکی به بُرد با لحیم کاری فلز مذاب ثابت می‌شوند.
انواع تکنیک‌های لحیم کاری وجود دارد که قطعات را به برد مدار چاپی متصل می‌کند که برای حجم تولید بالا معمولاً با دستگاه SMT و لحیم کاری توسط کوره صورت می‌گیرد، اما تکنسین‌های ماهر قادر به لحیم قطعات بسیار کوچک می‌باشند و با استفاده از میکروسکوپ، با استفاده لوازم مخصوص و لحیم کاری نوک ریز برای نمونه حجم کوچک استفاده می‌شود.

## انواع بردهای مدار چاپی یا برد الکترونیکی
معمولاً دلیل کار نکردن صحیح قطعات موجود در یک دستگاه الکترونیکی به دلیل آسیب‌دیدن و معیوب شدن قطعات و لوازم الکترونیکی به کار رفته در آن دستگاه می‌باشد. بردهای الکترونیکی یکی از مهم‌ترین بخش‌های ادوات می‌باشد. بردهای الکترونیکی در صنایع لوازم خانگی، صنعتی و ساختمانی مورد استفاده قرار می‌گیرد.
برد الکترونیکی در واقع به عنوان یکی از قطعات سخت‌افزاری در دستگاه‌هایی که عنوان الکترونیکی دارند شناخته می‌شود. برد الکترونیکی به عنوان یک قسمت الکترونیکی دارای قطعات مختلفی است که با شکل‌های مختلف بر روی آن سوار می‌شوند و در دستگاه‌های مختلف این نوع اتصال فرق می‌کند.. نصب قطعات مختلف بر روی برد و تفاوت در اتصالات موجود می‌تواند سبب ایجاد مدارهای متفاوتی شود. در نهایت همه قطعات الکترونیکی که برای نصب بر روی برد الکترونیکی در نظر گرفته می‌شوند با روش‌های خاصی که مربوط به هر قطعه می‌باشد مونتاژ می‌شوند.
برد الکترونیکی معمولی از یک سری قطعات ریز و درشت شامل خازن‌ها، فیوزها و غیره تشکیل می‌گردد. در صورتی که در قسمت برق ورودی دستگاه هرگونه نوسان اضافی ایجاد گردد باعث خرابی و سوختن قطعات به کار رفته در برد الکترونیک شده و در نتیجه اگر میزان این نوسان زیاد باشد به سوختن کامل برد الکترونیکی خواهد انجامید. همچنین در صورتی که دستگاه دچار عیب و نقصی در کارکرد خود شده باشد و آب به قسمت برد الکترونیک نفوذ کند در این قسمت اتصالی به وجود آمده و سیم پیچی داخلی دچار اتصال شده و در نتیجه برد مدار چاپی سوخته و از بین می‌رود. همچنین در مواردی خطر برق گرفتگی نیز وجود دارد این یکی از خطرات جانی می‌باشد که متوجه مصرف‌کننده از برد الکترونیکی گردد. از دیگر مواردی که ممکن است باعث خرابی و سوختن برد الکترونیک گردد ایجاد آتش‌سوزی دربرد می‌باشد که در این صورت برد الکترونیکی کاملاً از بین رفته و دیگر قابل استفاده نبوده یا قابل تعمیر نمی‌باشد.

### بُرد مدار چاپی
معمولاً در ساخت در لوازم خانگی ماشین لباسشویی، یخچال ساید بای ساید، ماشین ظرفشویی، ماکروویو و …
در بخش صنعتی معمولاً در بخش ساخت و سازهای عظیم، خط تولید، سیستم‌های امنیتی و …
در بخش ساختمانی هم می‌تواند به سیستم‌های گرمایش و سرمایش اشاره نمود

### اتصالات با سیم کشی در برد
در انواع بردهای الکترونیکی اتصال قطعات به وسیله لاین‌های سیم کشی به شکل‌های مختلف صورت می‌گیرد. این سیم کشی به وسیله سیم‌های لاکی نازک از جنس مس نیز می‌تواند انجام شود. اغلب در مدارهای smd برای ترمیم قطعاتی که در مدار از نقطه اتصال خود جدا شده‌اند از این نوع سیم‌ها استفاده می‌شود. به دلیل نازک بودن این نوع سیم‌ها نیازی به لخت‌کردن سیم قبل از لحیم کردن نوک سیم نیست. سیم کشی روی برد در دستگاه‌های مختلف با یکدیگر متفاوت است.
اگر مسیر سیم کشی‌های روی برد الکترونیکی به هر دلیلی قطع شود ارتباط قطعات موجود در دستگاه با مشکل مواجه می‌شود. در نتیجه نیاز به پیدا کردن قطعه مربوطه توسط فردی ماهر است تا در حین تعمیر آسیب دیگری به دستگاه وارد نشود.

### اتصالات در برد الکترونیکی
برای اتصال قطعات بر روی برد الکترونیکی و نقشه ای که برای طراحی برد در مدار خاصی در نظر گرفته شده است از سیم‌های اتصال به شکلی خاص استفاده می‌شود. از آنجایی که تمامی قطعات الکترونیکی به نوعی دارای برد مخصوص به خود می‌باشند لازم است که برای تعمیرات آنها دوره‌های آموزشی مناسب گذرانده شود.
انواع pcb که به عنوان بردهای چاپی شناخته می‌شوند دارای اندازه و تکنولوژی متفاوتی در نوع اجرا می‌باشند. به همین ترتیب از لایه‌های ساختاری متفاوت و کیفیت متنوعی نیز تشکیل شده‌اند. از جمله آنها می‌توان به مواردی مانند: برد مدار چاپی یک لایه، برد مدار چاپی دولایه و برد مدار چاپی چند لایه اشاره کرد. از آنجایی که این نوع برد از جنس‌های متفاوتی نیز تشکیل شده است در برابر رطوبت و دما نیز عکس العمل‌های متفاوتی را از خود نشان می‌دهد.
برد الکترونیکی یک لایه اغلب برای مدارهای الکترونیکی که ساده هستند و به صورت معمولی کار می‌کنند کاربرد دارند. در این نوع بردها تنها بر روی قسمتی از یک طرف آنها می‌توان لایه نازک مسی را مشاهده نمود و برای اتصال تنها یک طرف قابلیت استفاده دارد.
در مدارهای الکترونیکی دولایه در دو طرف آنها لایه نازک مسی مشاهده می‌شود و تفاوت عمده ای که با یک لایه دارد در این است که دو طرف موجود در آنها قابل استفاده برای این است که قطعات جاگذاری شوند در نهایت مدار مورد نظر فشرده و کوچکتر به نظر می‌رسد.
برد چند لایه که با استفاده از چند لایه مسی که عایق شده‌اند تشکیل می‌شود در نهایت این چند لایه از مس به کار رفته در آنها می‌تواند سبب ایجاد استحکام در برد مورد نظر شود.

### لیست قطعات الکترونیک
مقاومت‌های الکتریکی، خازن‌های الکتریکی، دیودها، دیودهای نوری، سوئیچ‌ها، ترانزیستورها، سیم‌ها، منابع تغذیه، فیوز، ترنسفورماتور، میکروفون، بلندگو، تقویت کننده‌ها ، آنتن‌ها، ولتمتر، آمپرسنج، گالوانومتر، اهم سنج، ایسلوسکپ، لامپ، هیتر، موتور و القاگر

## نرم‌افزار طراحی مدار چاپی
نرم‌افزارهای مختلف جهت طراحی فیبر مدارچاپی تا کنون ارایه شده است که بعضی از ان‌ها رایگان بوده و بعضی نیاز به لاینسس دارند.
در ادامه نام بعضی از نرم‌افزارها آورده شده است.
- PROTEL (که منسوخ شد)
- Altium Designer
- Proteus
- Eagle
- Easy EDA